# Амезит
Амези́т — минерал, гидроксил - алюмосиликат магния. Септохлорит из группы каолинит-серпентин.

## Общее описание
Обнаружен в 1876 году в Честере (шт. Массачусетс, США), в ассоциации с корундом. Назван в честь владельца шахты Джеймса Эймса (James Ames). Затем найден также в марганцевых рудах ЮАР (Глаусестер), в хромитовых рудах на Северном Урале (Россия) и в горах Пенсакола в Антарктиде.